# Монако на Светском првенству у атлетици у дворани 2014.
Монако је учествовао на Светском првенству у атлетици у дворани 2014. одржаном у Сопоту од 7. до 9. марта шести пут. Репрезентацију Монака представљао је један атлетичар, који се такмичио у трци на 800 метара.
На овом првенству Монако није освојио ниједну медаљу али је остварен национални рекорд.

## Учесници
Мушкарци:
- Брис Ете — 800 м

## Резултати

### Мушкарци
| Атлетичар | Дисциплина | Лични рекорд | Квалификација | Квалификација | Финале               | Финале       | Детаљи |
| Атлетичар | Дисциплина | Лични рекорд | Резултат      | Место         | Резултат             | Место        | Детаљи |
| --------- | ---------- | ------------ | ------------- | ------------- | -------------------- | ------------ | ------ |
| Брис Ете  | 800 м      | 1:51,38 НР   | 1:51,24 НР    | 6. у гр. 3    | Није се квалификовао | 15 / 17 (19) |        |